# Magomed Ramasanow
Magomed Eldarowitsch Ramasanow (bulgarisch Магомед Елдарович Рамазанов; * 22. Mai 1993 im Rajon Chassawjurt, Russland) ist ein bulgarischer Ringer.

## Karriere
Ramasanow begann im Alter von sieben Jahren mit dem Ringen. Von 2016 bis 2021 trat er international für Russland an, anschließend 2022 und 2023 für Rumänien, bevor er ab 2024 unter bulgarischer Flagge startete.
Seinen ersten großen internationalen Erfolg feierte Ramasanow 2020 mit Silber bei den Europameisterschaften im Weltergewicht. 2024 gewann er bei den Olympischen Spielen in Paris die Goldmedaille im Mittelgewicht. Ein Jahr später folgte der EM-Titel in derselben Gewichtsklasse. Für seine sportlichen Verdienste wurde er 2024 zum Ehrenbürger von Weliko Tarnowo ernannt.
Sein jüngerer Bruder Ramasan Ramasanow ist ebenfalls erfolgreicher Ringer und gewann unter anderem Medaillen bei Europa- und Weltmeisterschaften.